# OR56B1
OR56B1 (англ. Olfactory receptor family 56 subfamily B member 1) – білок, який кодується однойменним геном, розташованим у людей на короткому плечі 11-ї хромосоми. Довжина поліпептидного ланцюга білка становить 324 амінокислот, а молекулярна маса — 36 050.
| 10         |  | 20         |  | 30         |  | 40         |  | 50         |
| ---------- |  | ---------- |  | ---------- |  | ---------- |  | ---------- |
| MNHMSASLKI |  | SNSSKFQVSE |  | FILLGFPGIH |  | SWQHWLSLPL |  | ALLYLSALAA |
| NTLILIIIWQ |  | NPSLQQPMYI |  | FLGILCMVDM |  | GLATTIIPKI |  | LAIFWFDAKV |
| ISLPECFAQI |  | YAIHFFVGME |  | SGILLCMAFD |  | RYVAICHPLR |  | YPSIVTSSLI |
| LKATLFMVLR |  | NGLFVTPVPV |  | LAAQRDYCSK |  | NEIEHCLCSN |  | LGVTSLACDD |
| RRPNSICQLV |  | LAWLGMGSDL |  | SLIILSYILI |  | LYSVLRLNSA |  | EAAAKALSTC |
| SSHLTLILFF |  | YTIVVVISVT |  | HLTEMKATLI |  | PVLLNVLHNI |  | IPPSLNPTVY |
| ALQTKELRAA |  | FQKVLFALTK |  | EIRS       |  |            |  |            |

A: Аланін

C: Цистеїн

D: Аспарагінова кислота

E: Глутамінова кислота

F: Фенілаланін

G: Гліцин

H: Гістидин

I: Ізолейцин

K: Лізин

L: Лейцин

M: Метіонін

N: Аспарагін

P: Пролін

Q: Глутамін

R: Аргінін

S: Серин

T: Треонін

V: Валін

W: Триптофан

Кодований геном білок за функціями належить до рецепторів, g-білокспряжених рецепторів, білків внутрішньоклітинного сигналінгу. 
Локалізований у клітинній мембрані.